# ماسايوشي فوكودا
ماسايوشي فوكودا (باليابانية: 福田将儀) هو لاعب محترف لكرة القاعدة ‏ ياباني، ولد في 17 أبريل 1992 في تشيبا في اليابان.

## وصلات خارجية
- ماسايوشي فوكودا على موقع الدوري الياباني لكرة القاعدة (الإنجليزية)
- ماسايوشي فوكودا على موقعبيزبول رفرنس.كوم (الدوري الثانوي) (الإنجليزية)